# Hucberto de Transjurania
Hucbert — ortografía francesa: Hubert (alrededor de 820 - † 864 o 866) fue un noble franco, perteneciente a la dinastía de los Bosónidas.

## Biografía

### Orígenes
Hucbert era hijo de Boson el Viejo y de una mujer de nombre desconocido,  aunque a veces es mencionada con el nombre de Engeltrude  .
Por su hermana Teutberga, esposa de Lotario II, segundo hijo de Lotario I, Emperador Carolingio, está también relacoinado con los carolingios .
Hucbert tendría un hermano y dos hermanas. :
- Bosón (820/25 - 874/78) que podría ser Bosón, esposo de Engeltrude (Engiltrudis), hija de Matfrid, conde de Orleans, formaba parte del séquito de Luis II el Joven [1] y habría sido " conde en Italia »  . René Poupardin añade que Boson habría tenido "desavenencias conyugales que preocuparon a los papas y a los concilios durante diez años  ;
- Teutberga (c.835 – 862 ? /AV. 875), esposa de Lotario II;
- Otra hermana a la que René Poupardin llama Richilde, probablemente por error, esposa de Bivin, hijo del conde de Amiens Richard :de ahí el rey bosón . La familia de este Bivin, según Christian Settipani, descendería de un bastardo de Carlos Martel .

De otra esposa de nombre desconocido, Hucbert sería padre de:
- Teobaldo de Arlés (?-?) esposo de Berta, hija ilegítima de Lotario segundo .

### Ascenso
En los anales de Saint-Bertin del año 855 se dice que Luis el Germánico cedió Helvecia a Lotario II, rey de Lorena, su sobrino, y que este había desposado a Teutberga. Gracias a este parentesco, Hucberto, hermano de Teutberga, recibió de Lotario el ducado de Transjurania y la abadía de San Mauricio de Agaune. Hucberto pasó a ser así duque o marqués de la Borgoña Transjurana y también en abad laico de la abadía de San Mauricio en Valais, tras desposeer a Aimon, obispo de Sion, de las rentas de esta casa  .
El Papa Benedicto III protestó por estos actos violentos en una carta dirigida a los obispos del reino de Carlos II el Calvo en 856; en ella, reprocha a Hucberto haber despojado a la Iglesia de Sión, arrebatándole al obispo Aimon esta abadía cuyos canónigos había expulsado para "reemplazarlos por mujeres perdidas y perros de caza»  . Charles Albert Cingria precisa que había convertido el lugar en un auténtico harén  .

### Caída en desgracia
Por su parte, Lotario repudió a Teutberga en 857, "Habiendo tomado aversión por Teutberga», reemplazándola por su amante Waldrada; por el mismo motivo, decide despojar a su cuñado de sus títulos. Hucbert se levantó entonces en armas para defender sus intereses y el honor de su hermana y logró derrotar sucesivamente a tres ejércitos diferentes enviados contra él  realizando algunas expediciones a Lorena. Ante la dificultad de la tarea, Lotario pide ayuda a su hermano el emperador Luis, cediéndole Helvecia en 859. Los anales de Saint-Bertin especifican: que le cedió las diócesis  y condados de Ginebra, Lausana y Sión, junto con los monasterios que dependían de ellos»  . A cambio, Luis envió un ejército contra Hucberto mandad por Conrado, el conde de París .
Hucberto no pareció preocuparse por ese movimiento y se dice que en 863 tomó por la fuerza la abadía de Lobbe y expulsó a su abad . Finalmente, Hucberto fue muerto en 864, o 866 , en una batalla cerca de Orbe contra el conde de Auxerre. Conrado II, hijo de Conrado I y padre del rey Rodolfo I , que le sucedería en el ducado y como abad de San Mauricio.